# هارون رامزي
هارون رامزي (بالإنجليزية: Aaron Ramsey)‏ هو لاعب كرة قدم بريطاني، ولد في 21 يناير 2003.